# Михаило Тимотијевић
Професор Михаило Тимотијевић дипл. инж. арх. Бивши је декан на Архитектонском факултету у Београду.